# Качча, Федерико
Федерико Качча (итал. Federico Caccia; 10 июня 1635, Милан, Миланское герцогство — 14 января 1699, там же) — итальянский куриальный кардинал, папский дипломат и доктор обоих прав. Великий элемозинарий с 15 июля 1691 по 5 января 1693. Титулярный архиепископ Лаодикеи с 2 января 1693 по 12 декабря 1695. Апостольский нунций в Испании с 5 января по 13 апреля 1693. Архиепископ Милана с 13 апреля 1693 по 14 января 1699. Кардинал-священник с 12 декабря 1695, с титулом церкви Санта-Пуденциана с 23 июля 1696 по 14 января 1699.